# Renault 18
El Renault 18 fue un automóvil del segmento D producido por Renault desde 1978 hasta 1993.
Con un diseño que corrió a cargo de Gaston Juchet y bajo un eslogan publicitario que decía "Une exigence internationale" (un requisito internacional), el Renault 18, debutó como sedán de 4 puertas en el Salón del Automóvil de Ginebra de 1978. Su comercialización se inició en mayo del mismo año, con cuatro versiones diferentes: TL, GTL, TS y GTS. Al año siguiente, en el mismo salón, se dio a conocer la variante familiar o "break" de cinco puertas, bajo los acabados TL y TS. El Renault 18 se conoció internamente como "Proyecto 134" (sedán) y "Proyecto 135" (familiar). Además de haber sido producido y vendido en Europa y América, también se fabricó y se vendió en Irán, Indonesia, Armenia y Australia. 
En 1986, el Renault 21 fue lanzado al mercado como sustituto del Renault 18, que se dejó de fabricar en Francia en 1987, tras 2.028.964 unidades vendidas. Sin embargo, el Renault 18 se mantuvo en producción en América del Sur, específicamente en Argentina, hasta noviembre de 1993.

## Desarrollo
El Renault 18 fue concebido como sustituto del Renault 12, que, tras producirse desde 1969, empezaba a mostrar signos de envejecimiento a finales de los años 1970, aunque el 12 se mantuvo en producción junto con el 18 hasta 1980. A diferencia del modelo anterior, el 18 se diseñó rápidamente. El tiempo transcurrido entre su concepción inicial y su fecha de lanzamiento real fue de tan solo dieciocho meses, principalmente debido a que el 18 se basaba en los fundamentos del 12. La producción alcanzó su punto máximo pronto: 1979 fue el año más importante del R18, tras el cual las ventas comenzaron a declinar gradualmente. Originalmente, el motor 1.4 era el más popular, pero pronto cambió al 1.6. Para 1986, el motor más grande, el de 2 litros, representaba la mayor parte de la producción.

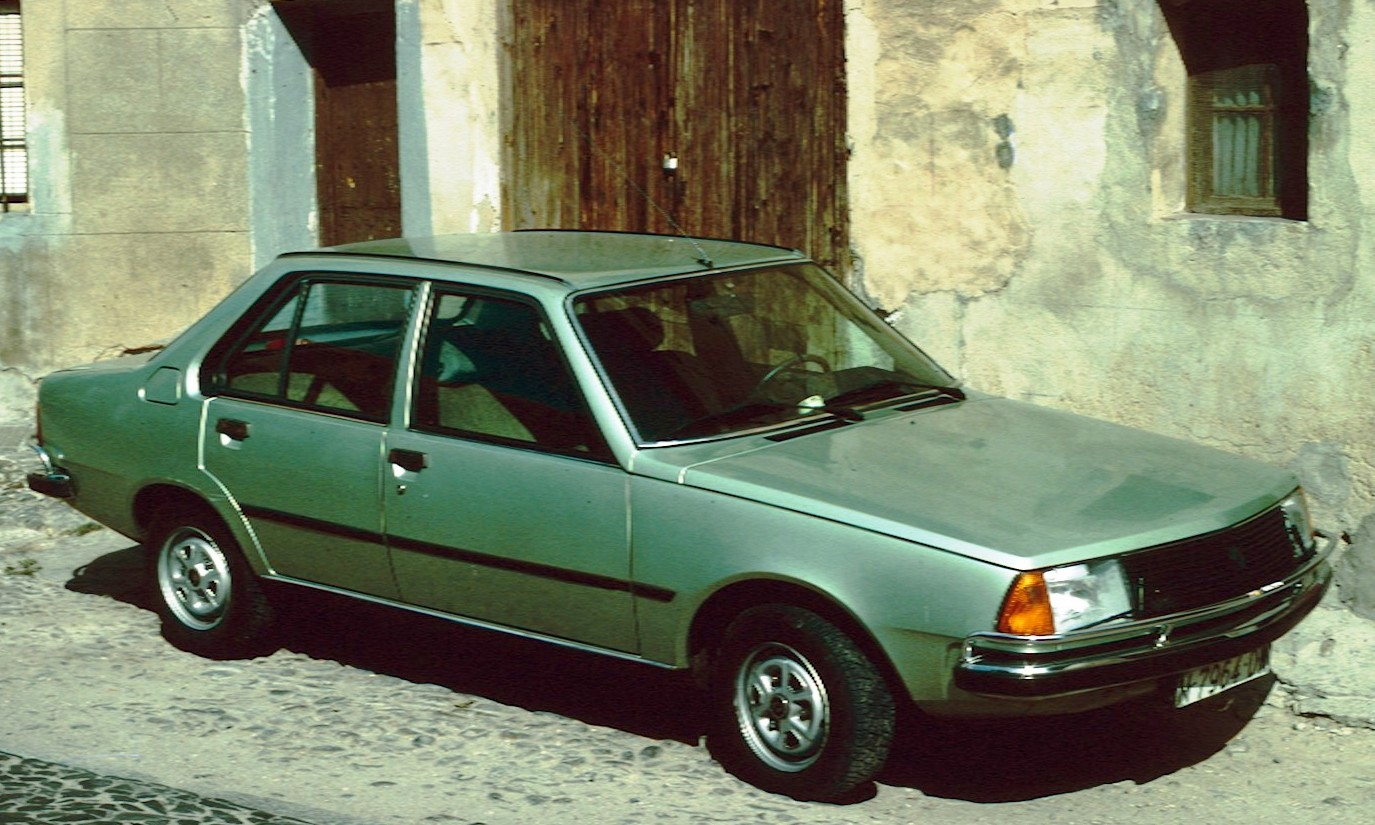
Renault 18 sedán

Aunque Renault realizó numerosas incursiones en los mercados internacionales en países como Argentina con el 12, su primer verdadero "coche mundial" fue su 18, de ahí el lema Meeting International Requirements, que (además de en Francia) se produciría luego en otros diez países y cuatro continentes alrededor del mundo. En 1981, el Renault 18 fue seleccionado por el gigantesco proyecto de fabricación de automóviles del sector público de la India, Maruti Udyog, para ser construido allí a un ritmo de 100.000 automóviles por año, incluida una versión de camioneta destinada a competir con los pequeños camiones japoneses. Sin embargo, después de una revisión más detallada y bajo la dirección de Rajiv Gandhi (que siempre había querido construir un automóvil pequeño para la gente), se determinó que las condiciones económicas no tenían sentido y que un automóvil más pequeño y más barato sería la mejor opción. En cambio, Maruti se asoció con la japonesa Suzuki para construir el subcompacto Alto bajo licencia.

## Renault Eve
El Renault 18 también formó la base para el automóvil de investigación "Renault Eve". Este prototipo experimental de bajo consumo de combustible, impulsado por un motor de 1,1 L del R5, contó con un microprocesador de última generación, una serie de sensores especializados, un carburador controlado electrónicamente, transmisión automática continuamente variable, así como aerodinámica y uso de materiales ligeros. La forma de la carrocería resultante resultó en un coeficiente de arrastre muy bajo de 0,239. El proyecto fue patrocinado por el gobierno francés.

## Gama inicial
El Renault 18 entró en producción en la fábrica de Renault en Flins, Francia, en diciembre de 1977. Se presentó en el Salón de Ginebra en marzo de 1978, y su comercialización comenzó al mes siguiente.
Inicialmente, el R18 solo estaba disponible como berlina de cuatro puertas, con versiones TL, GTL, TS y GTS. El TL y el GTL contaban con el motor de gasolina Renault Cléon de 1397 cc (desarrollado a partir del motor de 1289 cc del Renault 12), que desarrollaba 64 CV (47 kW; 63 HP). Ambos modelos contaban con una caja de cambios de cuatro velocidades. El TS y el GTS contaban con el motor A-Type de 1647 cc (el mismo que utilizaba el Renault 17 TS), pero sin inyección de combustible, lo que reducía la potencia a 79 CV (58 kW; 78 HP). El TS contaba con una caja de cambios manual de cuatro velocidades, mientras que el GTS contaba con una caja de cambios manual de cinco velocidades, con transmisión automática electrónica opcional de tres velocidades disponible para ambos modelos. Las versiones automáticas de los modelos TS y GTS se denominaban TS Automático y GTS Automático para distinguirlas de sus homólogos con transmisión manual. A partir de 1978, el Renault 18 también se ensambló en Rumanía con el nombre de Dacia 18. Dacia fabricó menos de 100 vehículos, principalmente para el gobierno. Se concibió como sustituto del Dacia 1300, un modelo derivado y basado en el Renault 12, pero la licencia y la producción entre Dacia y Renault finalizaron en 1979 y el modelo se abandonó.
El 18 fue el primer coche de Renault en utilizar el motor Cléon de 1,4 L en el segmento de los coches medianos. El Renault 18 también utilizaba ruedas de tres espárragos (similares a las del Citroën 2CV), en lugar de las de cuatro o cinco espárragos habituales en la mayoría de sus contemporáneos. En 1980, los modelos R18 Turbo y Diésel se equiparon con ruedas de cuatro espárragos (obligatorio debido al uso de piezas de suspensión y ruedas de los R20 y Fuego, de mayor tamaño), y todas las versiones incorporaron ruedas de cuatro espárragos a partir de la renovación de 1983.

## Cronología y versiones

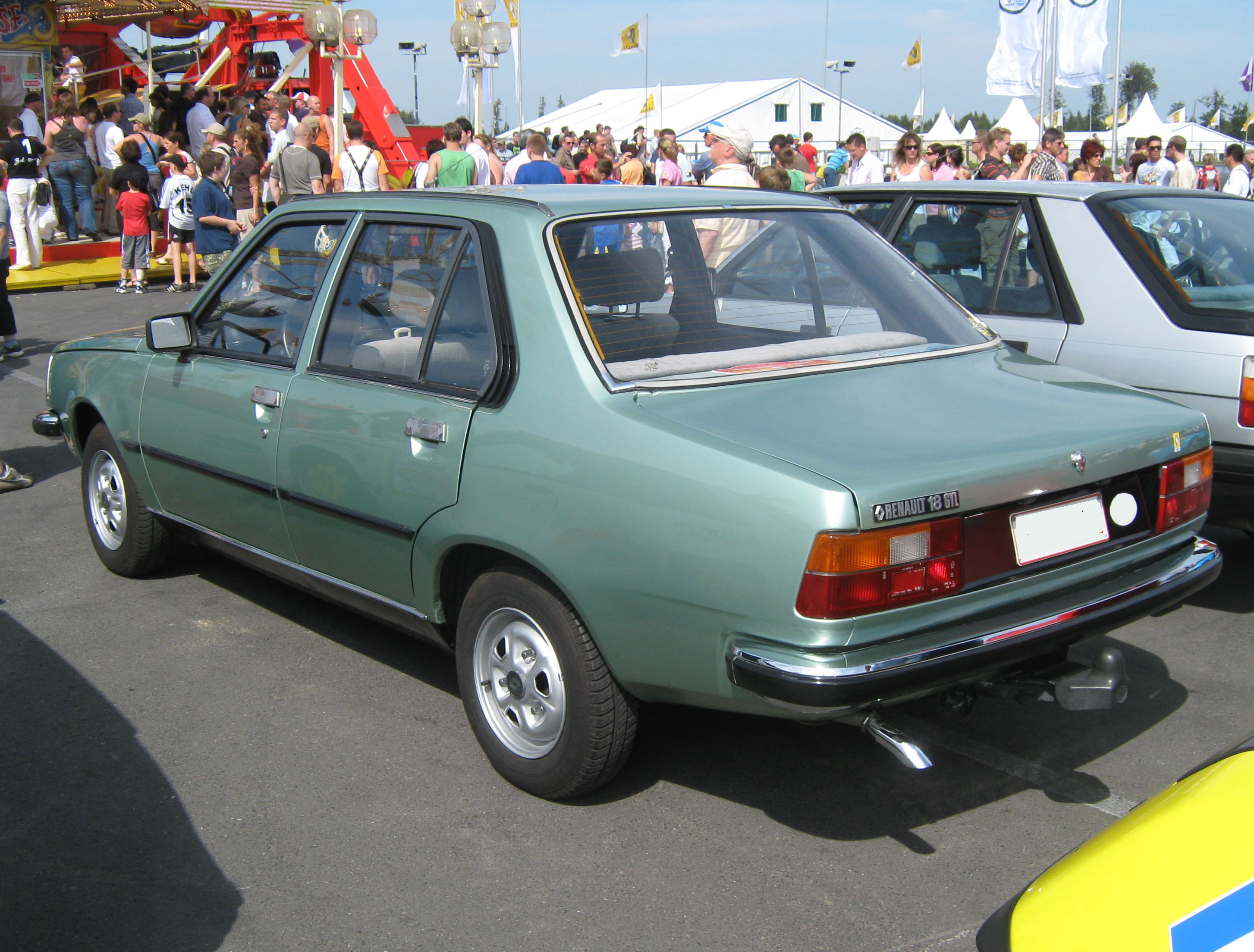
Renault 18 (vista trasera)

Las entregas comenzaron a principios de abril de 1978 y las ventas en el Reino Unido comenzaron justo antes de Navidad. En el mercado británico, fue diseñado para competir con los líderes del mercado, el Ford Cortina, el Morris Marina, el Vauxhall Cavalier y el Chrysler Alpine; todos estos coches, excepto el Alpine, contaban con tracción trasera. Inicialmente, tuvo un gran éxito en el mercado británico, alcanzando su máximo en 1980 como el décimo coche más vendido allí, con más de 30.000 unidades vendidas. Sin embargo, las ventas disminuyeron en los años siguientes ante la llegada de nuevos competidores de fabricación británica: el Ford Sierra, el Vauxhall Cavalier y el Austin Montego.
Los primeros cambios para 1979 se anunciaron en el Salón del Automóvil de París en octubre de 1978. Los cinturones de seguridad en los asientos traseros ahora se incluían de serie, y un estrangulador manual reemplazó al automático con el que se había lanzado el automóvil. Se introdujeron la camioneta familiar y un nuevo modelo básico, llamado simplemente "Renault 18". Otra novedad de 1979 fue el 18 Automático, que pasó a ser un modelo independiente (con acabado GTL) en lugar de una simple opción de transmisión. Un año después, todos los modelos de producción se equiparon con un nuevo alternador que incluía un regulador electrónico integrado. En julio de 1980, se incorporó el modelo diésel 18. Este modelo era mecánicamente similar al Renault 20 Diesel, y estaba equipado con un motor de 2068 cm³ (2,1 L) (con una potencia de 66 CV (49 kW)), suspensión delantera con desplazamiento negativo y ruedas de cuatro espárragos más grandes. El 18 con motor diésel venía en dos niveles de equipamiento: TD y GTD. El TD básico (que estaba disponible tanto como berlina como familiar) tenía una caja de cambios de cuatro velocidades y el nivel de equipamiento del TS, mientras que el GTD (que estaba disponible exclusivamente como berlina) tenía una caja de cambios de cinco velocidades y un nivel de equipamiento equivalente al GTS. La dirección asistida era opcional en el GTD, mientras que una caja de cambios de cinco velocidades era opcional en el TD. Las ventas del modelo diésel nunca alcanzaron el treinta por ciento de la producción anual total.

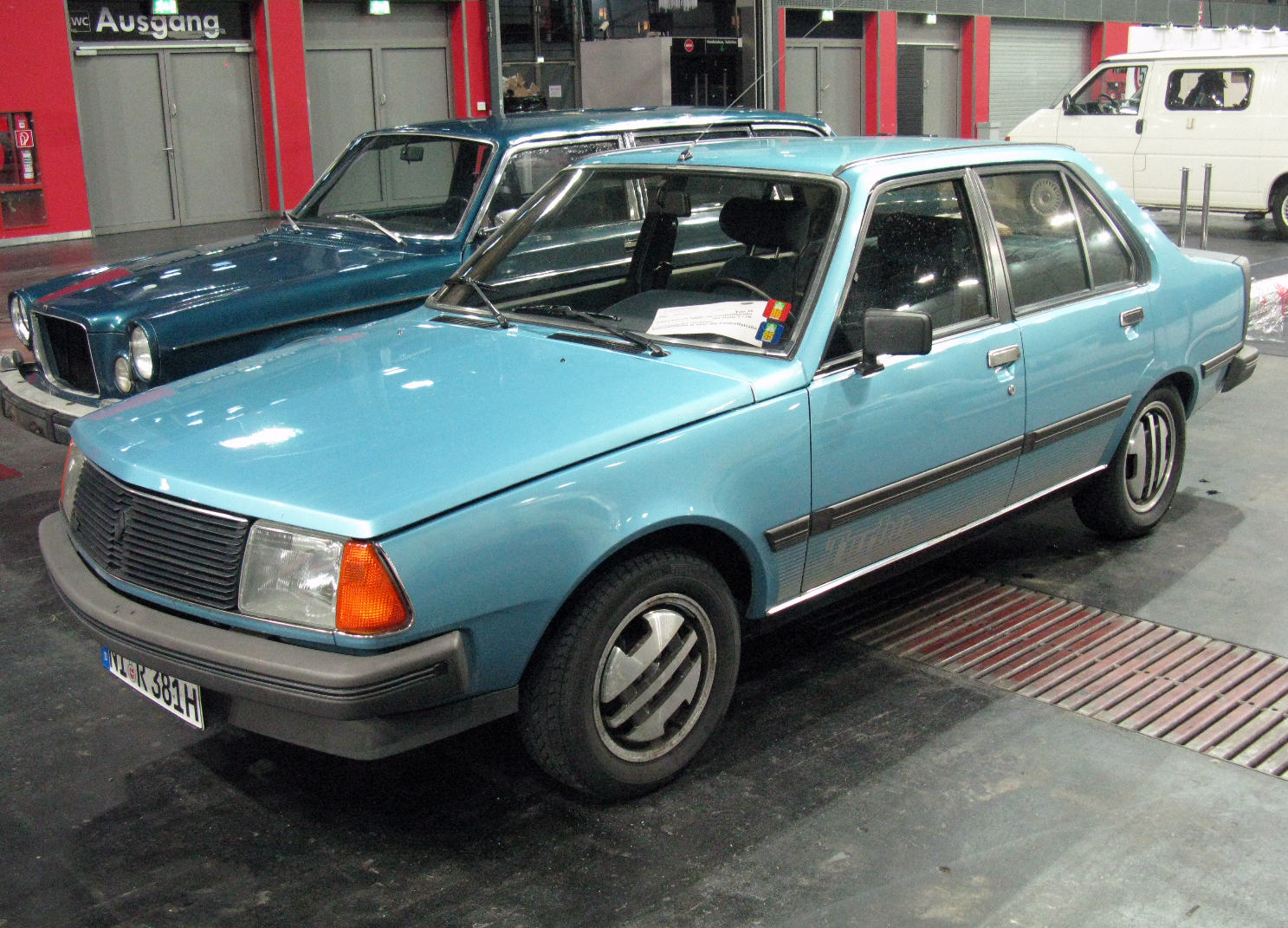
1981 Renault 18 Turbo

El modelo 18 Turbo se presentó en septiembre de 1980, tomando una idea utilizada en otros modelos de Renault. El 18 Turbo contaba con un motor de 1.565 cm³ (1,6 L) con una potencia nominal de 110 CV (81 kW) y 134 lb·pie (182 N·m) de torque con una velocidad máxima declarada de 115 mph (185 km/h) (112 mph (180 km/h) en pruebas de período), con los evaluadores en ese período logrando tiempos de 0 a 60 mph (97 km/h) entre 10,1 y 10,8 segundos. Las características incluían una caja de cambios de cinco velocidades, suspensión delantera con desplazamiento negativo, llantas de aleación de cuatro espárragos, alerón trasero, tablero de instrumentos y accesorios interiores del Renault Fuego. Un poco más tarde, llegó una versión Turbodiesel; tenía una versión de 88 CV (65 kW) del cuatro cilindros en línea de 2.1 L instalada en el TD/GTD y en ese momento era el automóvil más rápido de su clase. Sin embargo, pronto tuvo que competir con versiones de rendimiento más nuevas y rápidas del Vauxhall Cavalier (Opel Ascona) y Ford Sierra.
El año modelo 1982 vio la introducción de varios cambios en la gama completa de los modelos del R18, presentados a finales de 1981: la suspensión delantera de desplazamiento negativo, anteriormente disponible solo en los modelos Turbo y Diésel, se incorporó de serie. Las lentes de los intermitentes delanteros se cambiaron de naranja a transparente, los parachoques y las manijas de las puertas se cambiaron de cromados a poliéster negro, y los asientos traseros se rediseñaron para ofrecer más espacio. Los cambios específicos del modelo incluyeron la opción de una caja de cambios de cinco velocidades en el TL; el GTL recibió una versión optimizada para el ahorro de combustible del motor de 1647 cm³ (1,6 L) de 73 CV (54 kW), así como una caja de cambios de cinco velocidades, una relación de transmisión final más alta, encendido electrónico y un indicador de economización. Las versiones TS y GTS se descontinuaron. Un modelo de dos litros entró en producción, sólo para exportación, hasta finales de 1983.
Una edición especial, el R18 "American", llegó en 1983. Limitado a 5.200 ejemplares (1.500 en el Reino Unido), contaba con una pintura bitono especial en negro sobre plata y numerosos equipamientos de lujo, como llantas de aleación y un interior más lujoso. Incluía el motor de 1,6 L y se vendió bien. En 1984 se introdujo una versión "American 2". Incluía cierre centralizado, radio y una selección de cuatro combinaciones de colores, con un total de 14.000 unidades (8.000 para Francia y 6.000 para el resto de Europa).
El "Tipo 2" se presentó en abril de 1984. Se modificó la parrilla y todos los modelos incorporaron un deflector de aire delantero, mientras que las berlinas también incorporaron un alerón trasero de serie. Las llantas de tres espárragos se sustituyeron por llantas más grandes de cuatro espárragos (los modelos Base, TL y TD solo tenían tapacubos, mientras que los modelos GTL, Automático, GTS y GTD tenían embellecedores completos). La mayor diferencia fue que el salpicadero se sustituyó por el del Fuego. El modelo 2 L GTX se introdujo en Francia en el otoño de 1983. En los años siguientes se produjeron menos cambios en la línea 18, en preparación para el lanzamiento del Renault 21 a principios de 1986. Para 1986, se vendió una gama limitada llamada "18 Gala" en Francia, y el modelo Turbo se suspendió durante 1985 (solo se fabricaron unos 650 Turbos ese año). En julio de 1986 marcó el final del R18 en Francia. Sin embargo, la producción continuó en Latinoamérica hasta 1994, y el R18 también siguió fabricándose en Francia con el motor de gasolina de 2 L hasta 1989 solo para exportación.
Como se mencionó al inicio del artículo, el Renault 18 se ofreció en forma de sedán de cuatro puertas y en forma de familiar o station wagon, la cual fue conocida como "break". En 1980 Renault lanzó el coupé Renault Fuego, el cual compartía muchos componentes mecánicos con el Renault 18.

A lo largo de su producción mundial, el 18 tuvo numerosas versiones. Al inicio de su comercialización eran cuatro versiones de gasolina: TL, GTL, TS y GTS, a las que se le añadieron, en 1980, las variantes diésel TD y GTD.

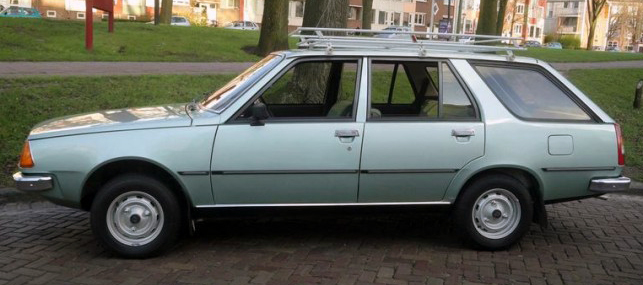
18 TL Break de 1980.

Los primeros cambios en el Renault 18 fueron anunciados en octubre de 1978, para el modelo de 1979. Los cinturones de seguridad en los asientos traseros ahora eran equipo de serie y un estrangulador manual sustituía al estrangulador automático de las versiones iniciales. La variante familiar o "break", en versiones TL y TS, así como un nuevo modelo básico llamado Renault 18, a secas, fueron introducidos en 1979. También ese mismo año las versiones automáticas del Renault 18 se convirtieron en un modelo separado (con equipamiento similar al del GTL). En 1980 se ofreció un nuevo alternador para todos los modelos, que incluía un regulador de voltaje montado internamente. En julio de ese mismo año aparecieron las variantes diésel, disponibles en dos versiones: TD y GTD. El modelo básico TD (sedán o familiar) tenía un nivel de equipamiento similar el del TS, con una transmisión manual de 4 velocidades, mientras que el GTD (solo sedan) tenía un nivel de equipamiento similar el del GTS, con una transmisión manual de 5 velocidades. La dirección asistida se ofrecía como opción en el GTD, mientras que la transmisión manual de 5 velocidades era opcional en el TD. Estas variantes con motor diésel equipaban una suspensión delantera con caída negativa, heredada de los Renault 20/30 y ruedas aseguradas con cuatro espárragos (al momento de su lanzamiento el Renault 18 lucía ruedas aseguradas con tres espárragos al igual que el Renault 12, y varios vehículos franceses contemporáneos).
En septiembre de 1980 se introduce la versión turbo, que también equipa la suspensión frontal de caída negativa, ruedas aseguradas con cuatro espárragos, alerón trasero, salpicadero y componentes del interior prestados del Renault Fuego. Posteriormente llegarían las variantes con turbo para el motor diésel de 2068 cc.
En 1982 vieron la luz numerosos cambios para la gama completa del Renault 18: la suspensión frontal de caída negativa, solo disponible para los TD, GTD y Turbo, se convirtió en equipo de serie para todas las versiones, que pasaron a tener ruedas aseguradas con 4 espárragos, en lugar de 3. Los indicadores frontales de cruce pasaron de ser color ámbar a blancos, los parachoques y las manillas de las puertas pasaron a ser de poliéster negro y se rediseñaron los asientos traseros para dar mayor espacio a los pasajeros. Entre los cambios específicos de cada versión se encuentran la opción de una transmisión manual de 5 velocidades en el TL, el GTL recibió una versión "económica" del motor de 1647 cc que producía 72 HP, así como transmisión manual de 5 velocidades, grupo final más largo, encendido electrónico, etc. Las versiones TS y GTS fueron descontinuadas. Las versiones con motor de 2 litros entraron en producción en Francia, a finales de 1983, solo para la exportación.
En 1983, se ofreció una edición especial llamada "American". Era una edición limitada a 5200 ejemplares (1500 con el volante a la derecha, para el Reino Unido), que lucía una pintura especial de dos tonos, negro sobre plateado y mucho equipamiento de lujo de "estilo americano" tales como llantas de aleación y un interior más lujoso. Recibió la versión "descafeínada" del motor de 1647 cc y se vendió lo suficientemente bien para que en 1984 viera la luz una segunda serie llamada "American 2". Esta versión tenía cierre centralizado, radio y la opción de escoger cuatro combinaciones diferentes de colores diferentes. Se fabricaron unos 14000 ejemplares (8000 para Francia y 6000 para el resto de Europa). 
En abril de 1984 se presentó el Renault 18 "Type 2". La parrilla fue rediseñada y todos los modelos estrenaron una toma de aire frontal, además todas las versiones sedan recibieron un alerón trasero de serie. El salpicadero fue reemplazado por el del Fuego. En otoño de 1983, como modelo 1984, fue introducida la versión GTX con motor de 2 litros (1995 cc). En los años siguientes, los cambios fueron menores en la gama del Renault 18, como preparación para el lanzamiento del nuevo Renault 21 a principios de 1986. Para 1986 estuvo disponible en Francia una serie limitada llamada "18 Gala" y en 1985 fue descontinuado el modelo Turbo (solo alrededor de 650 Renault 18 Turbo fueron construidos ese año). El mes de julio de 1986 marcó el fin de la producción del Renault 18 en Francia, . También en América Latina continuó la producción del Renault 18 hasta 1993.
Todas las unidades del Renault 18 que tenían la letra "L" en su denominación montaban el motor Cléon de 1.4 litros. Aquellas que tenían la letra "S" montaban el motor Cléon-Alu de 1.6 litros y las de la letra "X" montaban el Douvrin de 2.0 litros. La excepción se introdujo con las versiones argentinas de  TX de la gama 93 , que montaban un motor de 2.2 litros.
Dentro de la versión familiar, hubo un acabado de tracción integral, convirtiéndose en el primer Renault en equipar este sistema.

## Versión familiar

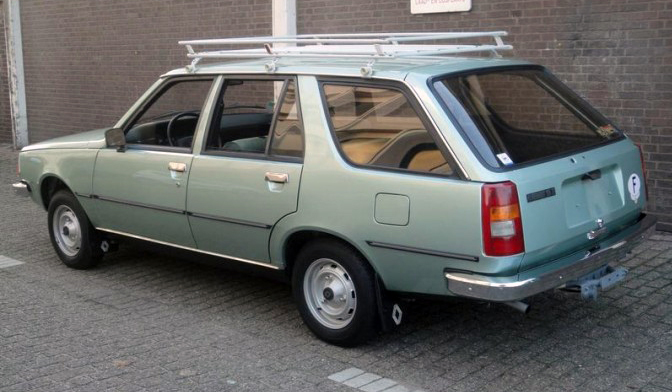
1980 Renault 18 TL Break

A finales de la década de 1970, la producción europea del Renault 12 se estaba reduciendo gradualmente, seguida por la llegada de las versiones familiares del Renault 18 el 1 de marzo de 1979. El R18 Estate ("Break" en los países francófonos, Argentina y algunos otros mercados) solo estaba disponible en las variantes de modelo TL, LS y TS, excepto en Australia, donde todos los Renault 18, sedanes y camionetas familiares ensamblados en Australia eran GTS. 18i Las camionetas familiares proporcionaban asientos cómodos para cinco personas, además de contar con un asiento trasero plegable que ofrecía hasta 65,5 pies cúbicos (1854,75 L) de área de carga con un piso plano de 5,5 pies (1,68 m) y esta capacidad de carga era asistida por resortes helicoidales traseros de tasa variable con amortiguadores de largo recorrido.
Por lo demás, eran mecánicamente idénticos a sus homólogos berlina. Los modelos familiares eran idénticos a los berlinas en cuanto a equipamiento, salvo que el TS familiar incorporaba además parachoques amortiguadores, molduras de puerta y reposacabezas delanteros del berlina 18 GTL. El familiar resultó casi tan popular como el berlina..
En Alemania, el Break se comercializó originalmente como "Variable" y, tras la renovación del Tipo 2, se convirtió en "Combi". En los Países Bajos, se llamó "Stationcar", mientras que en España se vendió como "Familiar". En Estados Unidos, se comercializó como "Sportswagon", y posteriormente se convirtió en "Sportwagon" sin la "s".
En enero de 1983, el 18 Break también estuvo disponible en versión 4x4, disponible con el motor de gasolina 1.6 (Fase 2: también 2.0) y el diésel 2.1. Se vendió principalmente en países europeos con condiciones de conducción montañosas o invernales, que se beneficiarían de la tracción a las cuatro ruedas.

## Mercado estadounidense y canadiense

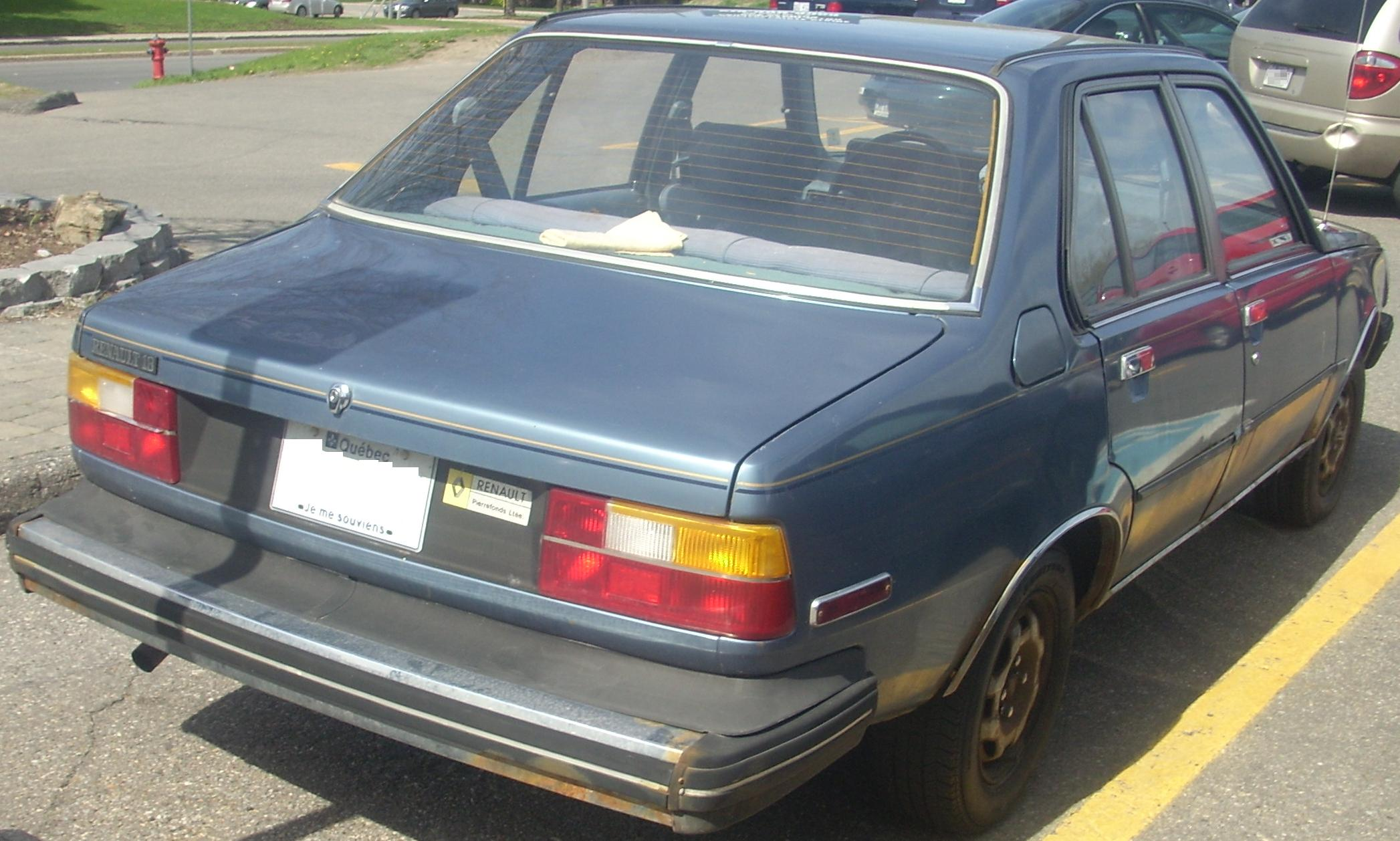
Renault 18i (Canadá)

American Motors Corporation (AMC) había establecido varios acuerdos de ensamblaje y comercialización con Renault desde la década de 1960. En 1979, una asociación financiera evolucionó hasta que la firma francesa adquirió una participación controladora (46 por ciento) en el fabricante de automóviles más pequeño de Estados Unidos. Un aspecto de la estrategia de AMC incluyó la comercialización de un automóvil de tracción delantera de mayor tamaño.
El Renault 18 fue rediseñado para los mercados de Estados Unidos y Canadá. Las modificaciones para el mercado estadounidense incluyeron controles de emisiones más estrictos, parachoques más grandes diseñados para soportar impactos de 5 millas por hora (8 km/h), pintura bitono y faros delanteros sellados descubiertos, así como tapacubos y molduras interiores diferentes. La versión estadounidense y canadiense del 18 fue el primer Renault al que los críticos afirmaron que se le había quitado el carácter francés. Los complementos aumentaron la resistencia al viento del sedán 18i a un coeficiente de arrastre de Cd=0,44.
Al ser un modelo con inyección de combustible, los concesionarios AMC vendieron el modelo de cuatro puertas y el familiar (llamado "Sportswagon"; la "s" del medio se eliminó más tarde) como Renault 18i a partir del modelo 1981. El sedán se suspendió durante 1983 y el estilo de carrocería familiar restante pasó a llamarse simplemente Sportwagon a partir de 1984, y permaneció a la venta hasta 1986. La mayoría de las ventas durante 1986 fueron modelos sobrantes de 1985.
El 18i se vendió en versiones básica o de lujo, y la versión de lujo, bien equipada, recibió un tablero "high line" diferente y un interior "touring" tapizado en cuero. Estaba disponible con transmisión manual de cuatro o cinco velocidades o con transmisión automática de tres velocidades. Cuando se introdujo, el motor de cuatro cilindros en línea de 1.647 cc con inyección de combustible (Bosch L-Jetronic) ofrecía 82 hp (61 kW) a 5.500 rpm en versión federalizada. Las cifras de economía de combustible para 1982 fueron 38 mpg‑US (6,2 L/100 km; 46 mpg‑imp) en carretera y 25 mpg‑US (9,4 L/100 km; 30 mpg‑imp) en ciudad. Las versiones americanas también eran considerablemente más largas, gracias a los parachoques más grandes, con 178,7 plg (4539,0 mm) para el sedán y 181,5 plg (4610,1 mm) para el familiar. Renault había planeado traer el motor diésel de 2,1 litros para el 18i, pero después de la implosión del mercado diésel de Estados Unidos a principios de los años 1980, esto se canceló.
Para 1983, el 18i recibió varias mejoras mientras que el acabado base se eliminó, dejando solo la versión de lujo bien equipada. La configuración de tres varillas se sustituyó por una solución más tradicional de dos palancas para el manejo de luces, limpiaparabrisas e intermitentes. Se ofrecía una transmisión manual de cinco velocidades o una automática de tres; la de cuatro velocidades dejó de estar disponible después de 1982. Los evaluadores de la época también comentaron una sensación de calidad mejorada en comparación con los modelos de años anteriores. Sin embargo, 1983 fue el último año para el sedán y las ventas del Sportwagon cayeron de forma constante hasta 1986. Junto con el cambio de nombre, el 1.6 fue reemplazado por el motor más grande de 2.2 litros, también conocido por el Fuego para el Sportwagon. Estos cuentan con una prominente insignia de "2.2 litros" en el portón trasero y estaban disponibles en acabado Deluxe o Touring. El Deluxe tiene tapacubos aerodinámicos, mientras que el deportivo Touring tiene llantas de aleación y los gráficos contrastantes del 18 Turbo a lo largo de los flancos. La potencia máxima para el motor más grande era de hasta 91 caballos (68 kW) a 5000 rpm, mientras que las transmisiones se mantuvieron como antes.
Para el año modelo 1988, el Sportwagon fue reemplazado por el equivalente estadounidense y canadiense del Renault 21, el Eagle Medallion.

## Ensamblaje en Australia
A partir de 1980, los sedanes y familiares Renault 18 GTS de gama alta con volante a la derecha se ensamblaron en Heidelberg, Australia, por Renault Australia a partir de kits CKD (Completely Knocked Down) importados de Francia.

## Motorizaciones
El Renault 18 equipó motores de cuatro cilindros en línea y dos válvulas por cilindro, gasolina o diésel, con diferentes cilindradas y cifras de potencia. Hubo distintas versiones con turbocompresor, inyección de combustible o carburador. Ha sido uno de los modelos más completos de Renault, en cuanto a versiones se refiere.
Entre las variantes con motor de gasolina, inicialmente las versiones TL y GTL estaban equipadas con el motor Cléon de 1397 cc y 63 HP, ambas con transmisión manual de 4 velocidades. Las versiones TS y GTS montaban el motor Cléon-Alu A-Type de 1647 cc, el mismo que también equipaba el Renault 17 TS, pero prescindiendo de la inyección de combustible en favor de un carburador, lo cual reducía su salida de potencia hasta los 79 HP, ambas versiones estaban equipadas con una transmisión manual de 5 velocidades, pero de forma opcional podían equipar una transmisión automática de 3 velocidades. Estas versiones eran llamadas TS Automatic y GTS Automatic, para diferenciarlas de sus contrapartes de transmisión manual, TS 5 vitesses y GTS 5 vitesses.
En julio de 1980 se agregó una versión diésel disponible en dos variantes: TD y GTD. Ambos modelos equipaban el motor de 2068 cc y 65HP (el mismo que montaba la versión diésel del Renault 20). En 1981 aparece la variante turbodiésel del mismo motor, el cual producía 88 HP, disponible para el TD y el GTD.
En septiembre de 1980 apareció la versión Turbo, la cual equipaba el motor de 1565 cc, que gracias al empleo del turbocompresor declaraba una potencia de 110 HP, cifra que llegaría hasta los 125 HP en las versiones posteriores a 1984. Solo estuvo disponible con una transmisión manual de 5 velocidades.
En otoño de 1983 aparece en Francia la versión GTX, equipada con el motor Douvrin de 1995 cc y 104 HP, disponible con transmisión manual de 5 velocidades o automática de 3.

## Tracción
La transmisión del Renault 18 era del tipo NG0, NG1, NG2 y NG3. Si bien el modelo estaba equipado con una caja de cambios de cuatro velocidades sincronizadas, también se podía optar por una caja de cambios de 5 velocidades. Esta opción luego fue incorporada de serie.
Con el paso del tiempo y los sucesivos cambios que fue experimentando el modelo, Renault decide ofrecer como opcional dos tipos de transmisiones más: una automática de tres velocidades para el sedán y otra integral 4x4 en la versión familiar. 
Ninguna unidad de este modelo tenía diferencial autoblocante.

## Versiones internacionales

### España
La producción en FASA España comienza a finales de 1978 con el montaje en la planta de Palencia de los GTS como único acabado disponible para el mercado español, montando propulsores de cuatro cilindros de 1647 cc, carburador Solex 32 EITA, con una potencia declarada de 79 cv; en primer momento con transeje manual de 4 velocidades.
También se producen los TL y GTL 1.4 de 64 cv para exportación exclusivamente.
En 1980 se producen las versiones "Familiar" o ranchera, con las mismas especificaciones que la berlina y aparecen las cajas de 5 velocidades.
A finales de 1981 comienzos de 1982 se introducen algunos cambios en la gama, son los llamados "entreseries" y el montaje pasa a la planta de Valladolid, la potencia pasa de 79 cv a 83 cv gracias a un carburador de doble cuerpo Weber 32 DIR y se montan los paragolpes de Fibra en lugar de los de metal, permaneciendo los interiores con el salpicadero antiguo.
Se añaden las llantas con anclaje mediante 4 tornillos y, además, aparecen las versiones diesel GTD.
En 1983 se montan los salpicaderos tipo fuego, y spoiler bajo el pagolpes delantero, se añaden colores a la gama y cambian tapizados, aparece la versión Turbo 110cv.
A finales de 1984 se cambian las parrillas delanteras incorporando una franja plástica en color de la carrocería en su parte superior, y en la gama aparecen para el mercado español el GTL (1647cc), Turbo 125cv y GTX (1995cc).
En 1986 cesa la producción del Renault 18 en España dando paso a su sustituto natural, el 21.

### Argentina
A finales de la década de 1970 y comienzos de la siguiente, Renault decide poner fin a la producción del Torino en Argentina. Para ello, debía cubrir la franja de vehículos de alta gama con un modelo de clase superior. Es entonces cuando decide presentar el Renault 18, que ya se vendía desde hacía 3 años en Europa (pero motorizándolo con el motor de 2 litros a diferencia de sus parientes europeos que en ese momento solo venían con motores de hasta 1.600 cc). 
Inicialmente sólo se comercializó la versión TX, motor de 2.0 litros y 99 cv, caja de cambios de 4 velocidades adelante y con levantavidrios y cierre centralizado, el aire acondicionado y dirección asistida (hidráulica) era opcional. Posteriormente en 1982 se lanzaría una versión GTX con el mismo motor 2.0 que pasó a 103 cv e incorporaba la 5.ª velocidad, así como el aire acondicionado y dirección asistida de serie, presentada a fines de 1982 paralelamente con el lanzamiento de la carrocería tipo Break en versión TX y GTX (ranchera o rural) y la versión GTL (solo sedan al principio) con motorización 1.4 de 77 cv. A mediados de 1985 el R18 argentino recibe el primer tratamiento cosmético con nuevos paragolpes y salpicadero entre otras mejoras estéticas y de equipo que se vio en la nueva versión conocida como GTX-II, además del lanzamiento de una inédita Break con transmisión 4x4. Posteriormente en 1987 el 18 GTX II recibió nuevamente mejoras estéticas y nuevos accesorios destacándose un sencillo ordenador de a bordo que mostraba el consumo de combustible, entre otra información, vidrios eléctricos traseros, etc. Para 1987 el GTL 1.4 recibió un remozamiento estético incorporando mejoras estéticas ya vistas en los GTX II y el lanzamiento de su versión break (que gozó de gran aceptación). Para 1988 viene el mejor momento del R18 argentino con la incorporación del novedoso 18 TXE que conservaba el motor 2.0 y agregó, al ya completo equipamiento, los espejos eléctricos y en opción el techo corredizo, así como una nueva gama de colores y tapizados. Ese mismo año, Renault sorprendió con el lanzamiento del GTD, versión que incorporaba a la gama la mecánica diésel con un moderno motor 2.1 que erogaba 64 cv DIN, con equipamiento similar a la versión GTL. En 1989 el R18 sorprende con la versión GTS reemplazando al GTL, incorporando el motor de 1.6 litros (que no es otra cosa que un desarrollo local sobre el viejo bloque tipo 'C' o conocido en Europa como tipo Sierra o Cleon) subiendo el caballaje a 80 cv DIN y un mayor torque, incluyendo también el GTS algunas mejoras de equipo y estéticas por sobre el GTL. Con la llegada del Renault 21 a la Argentina en 1989, el R18 debió relegar equipo para achicar su precio y abandonar la versión TXE tope de gama, para dar paso al GXE que redujo el equipo, pero conservó la mecánica, la última intervención estética del 18 argentino se da para la gama 1992 con la llegada de las versiones TS 1.6 y TX 2.0 que incorporaban paragolpes envolventes y zócalos plásticos para traer el auto a la década de 1990. Para la gama 93 el TX recibió la motorización de 2.2 litros del motor Douvrin que producía 110 HP. Finalizando su producción en noviembre de 1993. 
Bajo el ala de Renault Argentina, el Renault 18 GTX y 18 GTX-II Ediciones limitadas compitió en numerosas pruebas de rally, en turismo nacional y en el incipiente TC 2000, consiguiendo importantes títulos en el automovilismo argentino, siguiendo los pasos de su exitoso antecesor, el Renault 12 TS.
Versiones argentinas:
TX 1981-1982, 2.0;
GTL 1983-1988, 1.4;
GTX 1983-1985, 2.0;
GTX II 1986-1987, 2.0; 
LX 1986-1988, 2.0 (95 cv, nafta común);
GTD 1989-1993, 2.1D;
TXE 1988-1989, 2.0;
GTS 1989-1991, 1.6;
LS 1989, 1.6;
GXE 1989-1991, 2.0;
TS 1992-1993, 1.6;
TX 1992-1993, 2.0/2.2;
Versiones especiales: 
GTX edición limitada I 1984-1985, 2.0 110cv;
GTX II edición limitada II 1986-1987, 2.0 107cv;
GTX II Break 4x4 1986, 2.0;
LX Break 4x4 1987/1988, 2.0.

### Uruguay
Los Renault 18 ensamblados en Uruguay tenían carrocerías fabricadas en Argentina y trenes de potencia importados de Argentina y Francia (Diesel hasta 1988 y Turbo Diesel). En Uruguay también se comercializó la versión Turbo Diesel Intercooler.

### Colombia
En Colombia, la fabricación del Renault 18 se inició en 1981, siendo ensamblado en las planta de SOFASA de Duitama y más tarde en Envigado. Las primeras versiones producidas fueron las GTL y GTL Break, con una tirada inicial de 7.500 unidades.
Al mismo tiempo se dejó de fabricar el Renault 12, del que se habían producido 56.250 unidades. De esta forma la gama Renault en este país se oxigena, pues la gama colombiana estaba repleta de modelos ya obsoletos.

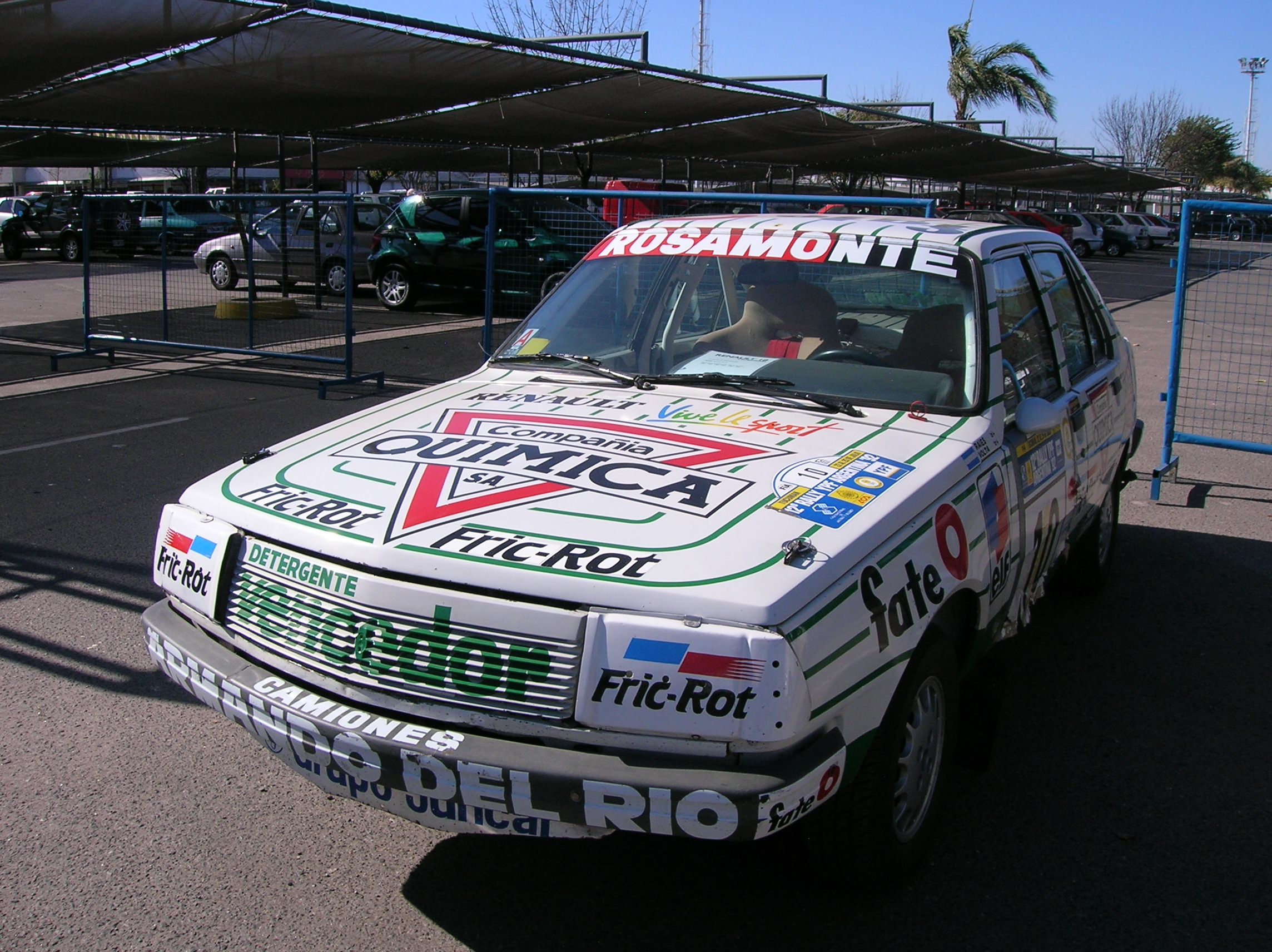
Renault 18 de Rally Argentino del piloto Gabriel Raies.

El Renault 18 pone a su fabricante en un nivel muy alto, gracias a sus prestaciones y su diseño, convirtiéndose, en 1982, en el auto líder del mercado nacional, con seis versiones: GTL, GTL Break, TL, TL (taxi), GTL AA y GTL Break AA, Lanzándose a fines del 84 la versión GTX con motor 2 litros y a posterior los TS 1.4 hasta su reemplazo por el Renault 21, en octubre de 1987.

### México
El Renault 18 fue presentado en México a finales de 1978 y empezó su comercialización al año siguiente. Dentro de la gama mexicana tuvo la misión de reemplazar al Renault 12 TS, del cual heredó el motor de 1647 cc y 79 HP, aunque, a diferencia de este, además del sedán, se comercializó también una versión vagoneta (familiar en España). El 18 mexicano se caracterizó por tener parachoques específicas, más grandes, llanta de aleación de 13 pulgadas con tres birlos, y un frontal especial para este mercado, con dobles faros redondos.
Este fue el primer Renault en ser comercializado con una transmisión automática en México, llevando sus primeros años una transmisión manual de 4 velocidades asociado al motor 1.6 litros, como equipo de serie. Se comercializó con dos niveles de acabado, equivalentes a los TS y GTS europeos, aunque se llamaban simplemente "equipado" o "Plus" y "semiequipado". En esta primera etapa apenas se produjeron cambios hasta 1982.
Para 1983, el modelo recibe el frontal de la versión norteamericana, (con faros rectangulares montados en biseles descubiertos, a diferencia de los de tipo europeo, que llevan cubierta de cristal), aunque conservando las defensas anteriores. A fines de 1993, el Renault 18 1.6 equipa nuevas defensas tipo europeo envolventes. En marzo de 1984, las nuevas versiones Custom, TX y GTX, montaban un motor de 2.0 litros y 95 CV, con una transmisión manual de 5 velocidades o la automática de 3, interiores mejorados y llantas con cuatro birlos (el GTX tenía rines de aleación, mientras que el TX equipaba rines de acero).
Renault 18 México entre (1978-1994)
El Renault 18 mexicano continuó su producción hasta marzo de 1986, fecha en que Renault se va de México.

### Venezuela
El Renault 18 fue ensamblado en la planta de Renault de Venezuela, S.A., localizada en la población de Mariara, en el estado Carabobo, desde 1980 hasta 1987. Estuvo disponible en versiones TL (break), GTS (sedán) y GTX (sedán y break).
Las versiones break TL montaron el motor Cléon de 1397 cc (1.4 litros), las versiones sedan GTS equiparon el motor Cléon-Alu de 1647 cc (1.6 litros) y los GTX estuvieron disponibles con el motor Douvrin de 1995 cc (2.0 Litros). 
En el mercado venezolano existieron versiones especiales, como la GTX Elysee (con pintura especial doble tono, rojo sobre beige o negro sobre plateado, a similitud de las series "American" y "Avenue"), GTX 2000, aparecida en 1987 y super GTX, que equipó el motor Douvrin en versión de 2.2 litros y parachoques y molduras especiales. Este modelo se comercializó hasta 1989, cuando fue reemplazado por el Renault 21 TXE.

### Estados Unidos
A finales de la década de los 70, concretamente en 1979, la American Motors Corporation, quien había establecido varios acuerdos de ensamblaje y mercadeo de sus productos con Renault desde la década de los 60, firmó un acuerdo que le permitió al fabricante francés controlar una participación del 46 por ciento en el fabricante norteamericano. Uno de los aspectos de la estrategia de AMC incluía comercializar un automóvil de tamaño mediano y tracción delantera.
El Renault 18 fue rediseñado para el mercado de los Estados Unidos y Canadá. Las modificaciones incluían un control de emisiones más estricto, parachoques grandes diseñados para soportar impactos de 5 mph (8 km/h) sin sufrir deformaciones, pintura de dos tonos, faros delanteros con haz de luz sellado, parrilla específica con luces de posición en sentido vertical, intermitentes delanteros específicos, así como tapacubos diferentes y equipamiento interior diferente. La antena de radio pasó de estar ubicada en el techo al guardafangos delantero derecho.
El modelo sedan fue comercializado por AMC, entre 1981 y 1982, bajo el nombre de Renault 18i, debido a que equipaba un sistema de inyección electrónica de combustible. El modelo familiar o "break" fue conocido como Renault Sportwagon y estuvo disponible desde 1981 hasta 1986.
Una transmisión manual de 4 velocidades era equipo de serie, con la opción de una manual de 5 o una automática de 3. El motor de 1647 cc recibió el sistema de inyección Bosch L-Jetronic, el cual le permitía declarar una potencia de 82 HP a 5500 RPM con equipamiento "federalizado". Gracias a los parachoques más grandes, las versiones norteamericanas fueron considerablemente más largas, con una longitud de 4540 mm para el sedan y 4610 mm para el familiar o "break".
Para 1987, el Renault Sportwagon fue reemplazado por la versión estadounidense del Renault 21, llamada Renault Medallion (a partir de 1988, luego de la compra de AMC por parte de Chrysler Corp. este modelo sería comercializado como Eagle Medallion)

### Australia
A partir de 1980, los sedanes y familiares Renault 18 GTS de gama alta con volante a la derecha se ensamblaron en Heidelberg, Australia, por Renault Australia a partir de kits CKD (Completely Knocked Down) importados de Francia.

### Yugoslavia
El Renault 18 se ensambló en Yugoslavia entre 1980 y 1987 por la empresa Revoz en Novo Mesto (Eslovenia) La única versión para el mercado yugoslavo fue el TL que incorporaba en el portón trasero las siglas TLJ. Equipaba el motor 1.4. En total salieron 18.498 unidades de la planta eslovena.

## Tabla de motores
| Motores de gasolina            | Motores de gasolina   | Motores de gasolina   | Motores de gasolina   | Motores de gasolina   | Motores de gasolina                               | Motores de gasolina                               | Motores de gasolina                               | Motores de gasolina                               | Motores de gasolina       | Motores de gasolina       | Motores de gasolina |
|                                | Base                  | TL                    | GTL                   | GTL                   | TS                                                | GTS                                               | GTS                                               | TX/GTX                                            | Turbo                     | Turbo                     |                     |
| ------------------------------ | --------------------- | --------------------- | --------------------- | --------------------- | ------------------------------------------------- | ------------------------------------------------- | ------------------------------------------------- | ------------------------------------------------- | ------------------------- | ------------------------- | ------------------- |
| Periodo                        | 1979-1984             | 1978-1986             | 1978-1982             | 1982-1986             | 1978-1982                                         | 1978-1982                                         | 1982-1983                                         | 1984-1985                                         | 1980-1982                 | 1982-1985                 |                     |
| Tipo de motor                  | L4 8v, carburación    | L4 8v, carburación    | L4 8v, carburación    | L4 8v, carburación    | L4 8v, carburación                                | L4 8v, doble carburación                          | L4 8v, doble carburación                          | L4 8v, doble carburación                          | L4 8v, carburación, turbo | L4 8v, carburación, turbo |                     |
| Identificación del motor       | C1J                   | C1J                   | C1J                   | A2M-843               | A2M-843                                           | A2M-843                                           | A6M-843                                           | J6R-829                                           | A5L-807                   | A5L-807                   |                     |
| Diámetro x carrera             | 73 mm x 76 mm         | 73 mm x 76 mm         | 73 mm x 76 mm         | 79 mm x 84 mm         | 79 mm x 84 mm                                     | 79 mm x 84 mm                                     | 79 mm x 84 mm                                     | 88 mm x 82 mm                                     | 77 mm x 84 mm             | 77 mm x 84 mm             |                     |
| Cilindrada                     | 1397 cm³              | 1397 cm³              | 1397 cm³              | 1647 cm³              | 1647 cm³                                          | 1647 cm³                                          | 1647 cm³                                          | 1995 cm³                                          | 1565 cm³                  | 1565 cm³                  |                     |
| Relación de compresión         | 9,2: 1                | 9,2: 1                | 9,2: 1                | 9,3: 1                | 9,3: 1                                            | 9,2: 1                                            | 9,2: 1                                            | 9,2: 1                                            | 8,6: 1                    | 8,6: 1                    |                     |
| Potencia máxima: CV (kW) @ rpm | 64 CV (48 kW) @ 5500  | 64 CV (48 kW) @ 5500  | 64 CV (48 kW) @ 5500  | 74 CV (55 kW) @ 5500  | 80 CV (59 kW) @ 5500                              | 80 CV (59 kW) @ 5500                              | 96 CV (72 kW) @ 5750                              | 104 CV (78 kW) @ 5500                             | 110 CV (82 kW) @ 5000     | 125 CV (93 kW) @ 5500     |                     |
| Par máximo: Nm @ rpm           | 103 Nm @ 3000         | 103 Nm @ 3000         | 103 Nm @ 3000         | 130 Nm @ 3000         | 121 Nm @ 3000                                     | 121 Nm @ 3000                                     | 132 Nm @ 3000                                     | 160 Nm @ 3250                                     | 181 Nm @ 2250             | 181 Nm @ 2250             |                     |
| Tracción                       | Delantera             | Delantera             | Delantera             | Delantera / Total     | Delantera                                         | Delantera                                         | Delantera                                         | Delantera / Total                                 | Delantera                 | Delantera                 |                     |
| Transmisión                    | Manual, 5 velocidades | Manual, 5 velocidades | Manual, 5 velocidades | Manual, 5 velocidades | Manual, 5 velocidades / Automática, 3 velocidades | Manual, 5 velocidades / Automática, 3 velocidades | Manual, 5 velocidades / Automática, 3 velocidades | Manual, 5 velocidades / Automática, 3 velocidades | Manual, 5 velocidades     | Manual, 5 velocidades     |                     |
| Peso                           | 900 kg                | 920 kg                | 920 kg                | 970 kg                | 950 kg                                            | 950 kg                                            | 1010 kg                                           | 1070 kg                                           | 1040 kg                   | 1040 kg                   |                     |
| Velocidad máxima               | 154 km/h              | 154 km/h              | 154 km/h              | 162 km/h              | 163 km/h                                          | 163 km/h                                          | 178 km/h                                          | 178 km/h                                          | 185 km/h                  | 198 km/h                  |                     |
| Consumo combinado (L/100 km)   | 8,7                   | 8,7                   | 8,7                   | 8,7                   | 8,4                                               | 8,4                                               | 8,4                                               | 8,1                                               | 9,2                       | 9,3                       |                     |

| Periodo                        | 1980-84                                       | 1984-1986             |
| Tipo de motor                  | L4 8v                                         | L4 8v, turbo          |
| Identificación del motor       | J8S                                           | J8S                   |
| Diámetro x carrera             | 88 mm x 86 mm                                 | 88 mm x 86 mm         |
| Cilindrada                     | 2068 cm³                                      | 2068 cm³              |
| Relación de compresión         | 21,5: 1                                       | 21,5: 1               |
| Potencia máxima: CV (kW) @ rpm | 67 CV (50 kW) @ 4500                          | 88 CV (65 kW) @ 4250  |
| Par máximo: Nm @ rpm           | 127 Nm @ 2250                                 | 182 Nm @ 2000         |
| Tracción                       | Delantera / Total                             | Delantera             |
| Transmisión                    | Manual, 4 velocidades / Manual, 5 velocidades | Manual, 5 velocidades |
| Peso                           | 1015 kg                                       | 1080 kg               |
| Aceleración 0–100 km/h         | 16,8 s                                        | 11,8 s                |
| Velocidad máxima               | 156 km/h                                      | 175 km/h              |

## Competición
En varios países el Renault 18 se utilizó para las carreras. En 1983, dos Break 4x4 estuvieron presentes en el rallye París-Dakar. Uno de ellos era conducido por los hermanos Bernard y Claude Marreau, quienes el año anterior habían ganado la competición con un Renault 20, mientras que el otro era para asistencia rápida. El coche tenía un motor V6 de 160cv, sin equipar turbo. Finalizó en noveno lugar.
Por otra parte, en Argentina tuvo una actuación sobresaliente en competencias automovilísticas, en particular en rallyes, en el que se coronó ganador en 16 campeonatos desde 1982 a 2000. Once de éstos, consecutivos (1982-1993), fueron de la mano del experimentado Gabriel Raies, de Miguel "Pichirilo" Torrás, Alejandro Moroni, y las leyendas Jorge Raúl Recalde, Ernesto Soto y Luis Oxoteguy. El experimentado preparador Oreste "El Mago" Berta, obtuvo un motor con una potencia de 180 HP, indestructible, que le permitía triunfar holgadamente. El Renault 18 fue un orgullo nacional en los rallyes: compitió y les ganó a los Mitsubishi Lancer, Subaru Impreza, Audi Quattro,  VW Golf gti, Lancia Delta entre otros, era imparable, un fierro total
En circuito consiguió varios títulos de la mano de los pilotos Ángel Monguzzi, Daniel Mustafá, José Cano, Eduardo García Gómez, Fernando Adba, Pablo Peón y Wálter Suriani.también  tuvo su Gloria en el TC 2000 de la mano de Juan María Traverso teniendo su debut en 1985 en el callejero de Santa Fe histórico para el Renault 18
El Renault 18 fue el primer modelo con tracción delantera en competir en un circuito de carreras, rivalizando con el Ford Sierra, el Dodge 1500 y el Peugeot 504.
Actualmente, sobre todo en Argentina, el Renault 18 sigue participando en numerosas competencias de rallye regionales y provinciales, consiguiendo buenos puestos, por delante de modelos más recientes como el Volkswagen Gol, el Fiat Punto y el Fiat Palio, y compartiendo posiciones con modelos de la talla del Mitsubishi Lancer o el Subaru Impreza.